# 山川ゆな
山川 ゆな（やまかわ ゆな、1997年1月16日 - ）は、日本のAV女優。クローネ所属。

## 略歴・人物
2017年4月にAVデビューしたロリ系のAV女優。特技は料理、管楽器（トロンボーン、ユーフォニアム）。
初体験は高校1年の夏。相手は当時はまっていたニコニコ生放送のゲーム実況の実況主。
AV女優となったきっかけは紹介で、迷いはあったが注目されたいという思いと東京への強い憧れから決意した。
デビュー時には陰毛をはやしていたが、企画で剃毛して以来マネージャーからの指示もあって撮影時には剃って臨んでいる。

## 出演作品

### アダルトDVD
2017年
- 新人 山川ゆな AVデビュー（4月14日、宇宙企画）
- 「はじめまして。山川ゆなです」 北国育ちのすっぴん純朴美少女 素顔の初イキSEX（4月19日、キチックス）
- 制服の中のA 21（4月28日、プレステージ）
- わたし、AV女優になります。 奇跡のAAカップ少女 楠木はるか18才デビュー（4月28日、FIRST STAR）※「楠木はるか」名義
- 歌舞伎町で有名なマブダチ女子校生2人組との破廉恥ビデオ #どちらも神貧乳（5月1日、キチックス）※「ゆーたん」名義　共演:ちーちゃん
- 制服美少女と性交（5月5日、ドリームチケット）
- 悪質シロウトナンパ 4 お願い!素股してくれませんか? カチカチ生チ●ポが直接アソコに擦れて思わず濡れちゃう女の子 ぬるぬるワレメにツルっと生挿入!（5月10日、ブリット）他出演:さくらみゆき、美咲かんな
- マジックミラー号 10代女子限定! はじめての拘束おもちゃ体験で入学したての無垢な女子大生10人激イキ! 6本番成功! 勝手にお漏らしちゃった子3人… in御茶ノ水（5月18日、SODクリエイト）※「しおん」名義　他出演:ともこ、さやか、しほ、あけみ、ゆうな、れな、まな、りさ、さえ
- 姪っ子の胸チラ（5月26日、I.B.WORKS）他出演:澄川鮎、葉山めい
- ネ申投稿 03 援女交祭地方行脚 奈良県在住円光マニア澁澤さん在庫一斉 閉店セール 極上貧乳&パイパン娘 2人セット特価売り。（5月26日、MERCURY）※「名前不明」で出演　他出演:ユキナ
- SOD女子社員 夏の新制服は下乳5cm以上 下尻5cm以上見える5cmクールビズ! しかしお取引先を興奮させてしまい…♥（6月1日、SODクリエイト）※「鈴木真夏」名義　共演:越智仁美、川合美緒、松本和月、堀内綾乃
- 会社の慰安旅行で温泉に来ている同僚の男女に大浴場で裸で2人きりの過激ミッションをしたら、セックスまでしてしまうのか?（6月1日、アイエナジー）他出演:河北はるな ほか
- 週末にホロ酔い終電難民女子で溢れると話題の繁華街新○駅で仲良し2人組をナンパ!自宅に連れ込みセックス（6月1日、アイエナジー）共演:柊木なな　他出演:西内るな ほか
- Aカップびっち3人組が校内を占拠!! 汗臭いち○ちんに興奮を覚えた私たちの次なるターゲットは冴えない独身オヤジ先生（6月9日、FIRST STAR）共演:澄川鮎、矢澤美々
- 女子大生限定! 男友達のオナニーを見てください! 密室でセンズリ観察…だけのはずが完全欲情しちゃってこっそり生ハメ中出し!!（6月13日、ナンパJAAPN）※「エリナ」名義　他出演:ナオミ、マイ、モエ
- 顔出し!女子大生限定 ザ・マジックミラー 徹底検証! 男女の友情は成立する!? 7 in池袋 友達関係のリアル素人大学生が日本一エロ〜い車の中で二人っきり♥ 人生初の真正中出しスペシャル!（6月19日、ディープス）※「あみ」名義　他出演:ののか、ゆり、まなみ、さやか、のぞみ
- 100％完全ガチ交渉!噂の素人激カワ 看板娘×PRESTIGE PREMIUM 03（6月23日、プレステージ）他出演:白川麻衣、まり、ミナ
- 親がいない日、僕は妹とむちゃくちゃSEXした。（6月23日、I.B.WORKS）
- 父・娘スワップ(交換)バーベキュー 乱痴気近親相姦祭り!! 屋外近親相姦祭り!!今年も開催!（6月23日、FIRST STAR）共演:姫川ゆうな、矢澤美々、澄川鮎
- 夏の健康診断 女学生5名 田舎町で起きた中出し大乱交事件（7月1日、キチックス）共演:長谷川ゆう、矢澤美々、姫川ゆうな、一色さゆり
- 新放課後美少女回春リフレクソロジー+ Vol.003（7月14日、宇宙企画）
- 夏休み特別講座☆ ファーストスター 中出しスイミングスクール開校 ぴかぴかのスク水ちゃん5名（7月14日、FIRST STAR）共演:一色さゆり、澄川鮎、姫川ゆうな、矢澤美々
- ミニマリスト 余計なモノはいらない 平らな胸と無毛 ゆな（7月19日、ミニマム）※「ゆな」名義
- 女子校生専門 ドライブスルー車内リフレ 10人4時間（7月19日、キチックス）他出演:矢澤美々、一色さゆり、長谷川ゆう、姫川ゆうな、明音ひかる ほか
- ガチンコ全裸三種競技 2 Naked七夕祭り&夏フェス2017 ぬるぬるテカテカのエロボディ!夏全開!マ○コ全開の競技で団体戦!! 〜全裸ローションスイカ割り、全裸ビーチフラッグス、全裸オイル相撲で真剣勝負〜（7月20日、ROCKET）共演:ルロア・クララ、滝本エレナ、若槻美香、葉月もえ、佐々倉まみ、森保さな ほか
- 時間を止められる男は実在した! －新能力者・藤乗丈太郎登場!片思いのアノ娘を止めて犯る!編－（8月1日、SODクリエイト）他出演:月本愛、あず希、星あんず、舞園かりん、蓮実クレア ほか
- 「早くおじさんに触ってもらいたいです」おじさんとの生ハメ生中出しにハマったパイパンJKから動画が送られてきて、そのあと滅茶苦茶セックスした。（8月1日、無垢）※「ゆな」名義
- 親なし家なしゴムなし極貧3姉妹 自給自足テント性活（8月1日、キチックス）共演:一色さゆり、長谷川ゆう
- マジックミラー号 女性の5%しかいないAカップ美女限定乗車! 超微乳女子大生のピンコ勃ち乳首をオイルマッサージすれば敏感すぎて腹筋ビクビクえび反り絶頂!!（8月10日、SODクリエイト）※「さおり」名義　他出演:なつき、しおり、なな
- 女子校生革命!夏なんてぶっ飛ばせ! 5人の美少女が制服大改造スーパークールビズで登校してきた!!（8月11日、FIRST STAR）共演:姫川ゆうな、澄川鮎、一色さゆり、矢澤美々
- 絶頂微乳スレンダーA（8月13日、MOODYZ）
- 一般男女モニタリングAV 仲良し父娘“父の日ドッキリ″企画 「ねぇお父さん!一緒にお風呂入ろ!」 女子校生の娘とお父さんが自宅のお風呂で密着ふれあい入浴体験! 突然お風呂に入ってきた娘の成長した裸にお父さんチ○ポが思わずフル勃起! いけないと思いつつも2人は禁断の近親相姦中出しSEXで親子の一線を超えてしまうのか!?（8月19日、ディープス）※「はるみ」名義　他出演:かなこ、あみ、みえ
- 純情姉妹の接吻レズ 虜になった女同士の淫らな秘め事（8月24日、ヒビノ）共演:葉月もえ
- 着エロの先を見せるガリペタパイパン美少女と中出し性交（8月25日、TMA）他出演:跡美しゅり、二葉あかり、一之瀬もも
- オトナの文化祭 ぷり艶JKパンチラ縁日（9月1日、アロマ企画）共演:姫川ゆうな、心花ゆら、宮沢ゆかり、なつめ愛莉、月本愛　※AV OPEN 2017 フェチ部門エントリー作品
- ワレメご奉仕 パイパンメイドスペシャル（9月1日、ワンズファクトリー）共演:つぼみ、跡美しゅり、向井藍、宮沢ゆかり、あず希　※AV OPEN 2017 乙女部門エントリー作品
- 聖キチックス学園 青春中出し大乱交教室 超可愛的女子校生7名（9月1日、キチックス）共演:姫川ゆうな、矢澤美々、一色さゆり、長谷川ゆう、七瀬恵梨香、桜井叶乃　※AV OPEN 2017 乙女部門エントリー作品
- 「アイスキャンディ買ってあげるから、おじさんの秘密基地に遊びに来ない?」 埼玉県北部・無邪気な少女6名収録・完全未公開映像（9月8日、FIRST STAR）他出演:ひなたりこ、萩原理央、桜井叶乃 ほか
- カメラ小僧御用達 地下アイドル コスプレマニア撮影会（9月13日、アロマ企画）他出演:北川ゆず、柊木なな、月本愛、七海ゆあ、星空もあ
- 羞恥! 素人VSマシンバイブ 彼氏連れ素人娘をマシンバイブでこっそり攻めまくれ! 13 激安居酒屋にマジックミラー特設スタジオを設置 夏ガールは冷たいビールと真夏の日差しに激ゲキヤバ開放的になってしまうのか?編（9月21日、サディスティックヴィレッジ）共演:星奈あい　他出演:一色さゆり、北川ゆず、七海ゆあ
- 小悪魔女幹部ふたなりヒロイン快楽責め 〜美少女戦士セーラーメティス〜（9月22日、GIGA）共演:宮沢ゆかり、葉月もえ
- ロリ困☆貧乳ちゃん潮吹き専門エステ 「おっぱいが小さいのが悩みなんです」 4じかん少女8にん（9月22日、FIRST STAR）他出演:関根奈美、一乃瀬るりあ、苑田あゆり、桜井叶乃 ほか
- Pure Moe Ero Max（9月22日、小林三郎企画）
- 羞恥 男女が体の違いを全裸になって学習する 質の高い授業を実践する 共学高校の保健体育 2（10月5日、サディスティックヴィレッジ）共演:星奈あい、一色さゆり、北川ゆず、七海ゆあ
- 素人娘達のピストンバイブ フェラ早抜き競争 2（10月7日、はじめ企画）※「はるか」名義　共演:あいか　他出演:ゆき、まゆ
- 今夜、お隣の娘さんは一人でお留守番中です…（10月10日、思春期.com）※「ゆな」名義
- ［閉店セール］ ブルセラ店に訪れたJKたちのエロ動画 ☆無許可発売 諭吉かざして少女ホイホイ 4名出演（10月13日、FIRST STAR）他出演:森川ひな、一乃瀬るりあ ほか
- 手の指でマ○コを隠さないから穴へのヌキサシと淫汁ぐちゅぐちゅがよく見える! 淫語かたりかけスティックローターオナニー（10月19日、アイエナジー）他出演:前田可奈子、丸山れおな、本多恵、白石りん、柊木なな ほか
- 素人男女観察! モニタリングAV 義理の兄妹の絆を徹底検証!! 義理の兄妹はエッチなミッションをしても、最後まで兄妹でいられるのか?ミッションクリアで賞金! ミッションはハグ、ポ○キーゲーム、ほっぺにチュー、裸を見せ合うなど、過激さが増すとミッションクリアでゲットできる賞金が増える!賞金目当てに過激ミッションをチョイスし興奮してしまった義兄妹は、兄妹の一線を超えてエッチまでしてしまうのか!?（10月19日、お夜食カンパニー）他出演:月野ゆりあ、篠崎みお、苑田あゆり ほか
- 田舎から出てきたばかりの上京組の女子新入生は、サークルのノリで楽しく飲みすぎちゃって流されちゃって今まで経験した事が無いエッチなゲームや更に過激な王様ゲームも普段なら絶対拒否したはずなのにこの時だけは簡単に許しちゃう!（10月19日、お夜食カンパニー）共演:永井みひな ほか　他出演:白桃心奈 ほか
- 「250000回転の電マをY字・ブリッジなど子宮に振動が最も伝わる体勢で固定して当て続けたら?」をSOD女子社員が真面目に検証してみた結果 パンツスーツの裾まで染みるほど漏らして漏らして5人合計64回イキ SOD性科学ラボ レポート3（10月19日、SODクリエイト）※「鈴木真夏」名義　他出演:向坂由佳、笘篠彩乃、釈香織、岡島厚子、浅川未紗
- 女子校生限定! 目指せ賞金100万円! 舐めて触って匂って記憶! ちんちん神経衰弱ゲーム（10月19日、ATOM）他出演:関根奈美、永井みひな ほか
- ずぶ濡れ体操着のソソるポッチン乳首娘（11月2日、SOSORU×GARCON）他出演:雫みあ ほか
- クラスの何も言えない可愛いウブ女子をイジメまくって中出ししちゃった痴漢ビデオ（11月7日、アパッチ）他出演:あべみかこ、本田るい、宮崎あや ほか
- ニーハイ女子校生と男はボク1人の王様ゲーム!! 田舎から都会の学校に転校したら、クラスに男はボク1人!! しかも周りは全員『黒ニーハイ』のマセた美脚女子校生!! 喋りかけられても、格差があり過ぎて話が全くかみ合わない…。 放課後、何かして遊ぼうという話になってボクがダメ元で言ってみた『王様ゲーム』に唯一反応!一気に盛り上がりその場でゲーム開始!おもいきって出したエッチな命令にも「ウケる!!」と楽しみだしゲームはエスカレート!だけど想像以上の光景にボクは勃起してしまい･･･。するとそれを見た都会っ子女子たちは田舎者のボクなんかにムラムラし始めて･･･!?（11月19日、Hunter）共演:永井みひな、月野ゆりあ、北川ゆず、皆野あい、七海ゆあ
- 貧乳限定 エビ反り絶頂エステ。 豊胸したくてマッサージを受けたら、乳首が敏感になりすぎて潮吹くまで開発されてました。（11月19日、ぐりーんあっぷる）※「山本梓」名義　他出演:佐藤恵子、篠宮さとみ、渡辺、山本慶子
- 行列ができる添い寝リフレ（11月24日、I.B.WORKS）共演:星奈あい、生田みく、小松美柚羽
- 娘には手を出さないで! 母娘『身代わり』中出し痴漢（12月7日、アパッチ）共演:蓮実クレア　他出演:真木今日子、今井まい、加納綾子 ほか
- 男子禁制と決めたのに…。 女子二人のルームシェアで飲み会!男を連れ込むヤリマン女子ともう一方はウブな上京したての女の子!最初は乗り気じゃなかったウブ女子も酔っ払ってノリでまさかの処女喪失!（12月7日、お夜食カンパニー）他出演:紺野ひかる、宮崎あや、明海こう、北川りこ ほか
- パンチラ連発!お尻モミモミ! 素人限定! エッチな足ツボマッサージの激痛我慢で目指せ!賞金100万円! オトナの健康診断ゲーム（12月19日、ATOM）他出演:双海ゆい ほか

2018年
- 満員電車で接吻挑発されちゃって…（1月5日、OFFICE K'S）他出演:さくらみゆき、愛里るい、君色花音、蓮実クレア、黒木いくみ、矢澤美々
- 「許して下さい…」 必死になって謝罪する女たちの土下座尻にバックからチ○ポをねじ込む高速激ピストン生ハメ制裁中出し!（1月5日、OFFICE K'S）共演:矢澤美々、君色花音　他出演:南涼、藍川美夏
- あなたの初ヘアヌード撮らせてください 3（1月5日、OFFICE K'S）他出演:藤本紫媛、藍川美夏、南涼、白金れい奈、川越ゆい、君色花音、矢澤美々、愛里るい、さくらみゆき
- 「この娘…犯したい…」 VOL.008 清楚系美少女の制服姿に勃起を抑えられず襲撃する―（1月12日、BAZOOKA）※「ゆな」名義　他出演:まゆ、こころ、ひな
- THE TALE'S Vol.1（1月12日、GIGA）
- 近所に住むノーブラタンクトップ姿の無防備に胸チラさせるつるぺた貧乳娘に媚薬を飲ませると敏感なカラダに! 超絶感じやすい乳首を触りながら激ピストン! 効果抜群過ぎて何度も仰け反り痙攣イキ!（1月12日、V&R PRODUCE）他出演:栄川乃亜、あおいれな、宮沢ゆかり
- 魅惑のW尻コキ 二つの美尻に挟まれ、勃起チ○ポをスリスリシコシコしたい!（1月19日、OFFICE K'S）共演:矢澤美々　他出演:藍川美夏、南涼、黒木いくみ、蓮実クレア
- J● ぬるぬるオ●ンコディルドオナニー 8（1月19日、OFFICE K'S）他出演:君色花音、愛里るい、矢澤美々、さくらみゆき
- パンチラ見てたら挑発オナニーしてきたドスケベな小悪魔美少女たち（1月19日、OFFICE K'S）他出演:君色花音、愛里るい、矢澤美々、さくらみゆき、川越ゆい
- おっぱいモミモミ!お尻スリスリ! 素人限定! カラダを触った痴漢男を当てろ! 痴漢したのは誰だ!?クイズ（1月19日、ATOM）他出演:真木今日子、加納綾子、今井まい ほか
- 素人男女観察! モニタリングAV 女子○生と男性教師が禁断のふたりきり密室エロミッションに挑戦!! クリアする毎に賞金がもらえるエロミッションにお互い立場を忘れて…!? 素股までしてしまったらムラムラが抑えられず挿入は避けられない!! さらに中出しまでしてしまう!?（1月19日、お夜食カンパニー）他出演:相澤ゆりな、本田るい、明海こう、苑田あゆり
- 新型おもちゃの実験台にされて潮を吹かされても『監督になりたいんだよね?』と言われたら、何も言い返せず泣き寝入りするしかないサディスティックヴィレッジの女AD 3（1月25日、サディスティックヴィレッジ）他出演:一ノ瀬恋、あけみみう、永井みひな、篠崎みお、星奈あい、七海ゆあ、月野ゆりあ、北川ゆず、一色さゆり
- 発育過程の妹の成長記録 お兄ちゃん大好き♥（1月25日、JUMP）※「ゆな」名義
- 女幹部純愛物語（1月26日、GIGA）共演:冴木エリカ
- ジーパンくり抜き 固定バイブ本屋痴漢（2月7日、アパッチ）他出演:真田美樹、ひなたりこ ほか
- 図書館 メガネ司書素股痴漢（2月19日、アパッチ）他出演:蓮実クレア、加納綾子、真木今日子 ほか
- いくつになっても無邪気なイタズラ(プロレス技・電気あんま)をしてくる幼馴染に勃起しまくり!!! いつの間にかクラスの人気者になっている幼馴染とクラスでは空気のような存在のボク…。でも、そんな格差を全然気にしていない幼馴染は昔と変わらず勝手にボクの部屋にやって来ていろいろ話してくれるけど、無防備なパンチラや胸チラ! 無防備にしてくるイタズラ(プロレス技・電気あんま)にボクは勃起しまくり!! そんなボクの異変に気付いた幼馴染も急に女の顔になって･･･（2月19日、ゴールデンタイム）他出演:相澤ゆりな、北川ゆず。苑田あゆり
- 寝ている女子○生の妹にイタズラしていたら逆に生ハメを求められて、もう発射しそうなのにカニばさみでロックされて逃げられずそのまま中出し! 2（3月21日、アイエナジー）他出演:あべみかこ、さくらみゆき、ななせ麻衣
- 家庭教師による眠った教え子(18)にわいせつ行為をする投稿映像（3月23日、青空ソフト）
- 無邪気な少女のエッチなお遊戯 「溜まってるもの全部出して2」（3月25日、JUMP EMERALD）他出演:紺野ひかる、浅田結梨、北川ゆず、咲坂花恋、篠宮ゆり、松下ひかり、なつめ愛莉、河音くるみ、涼宮琴音
- 「一度でいいから揉んでみたい!」 ブルマを履いたデカ尻妹に兄が睡眠薬を飲ませて、夢の豊満尻を堪能し何度も中出し! 2（4月13日、	V&R PRODUCE）他出演:栄川乃亜、宮崎あや
- 父と娘の壮絶親子喧嘩!! そしてその後は… EX（4月24日、思春期.com）他出演:新川優里、森保さな

### VR
- 照れるほど見つめられる乳首いじり（2017年5月30日、ドリームチケット）
- 担任の私からも お願い!校長先生（2017年8月1日、アロマ企画）共演:なつめ愛莉、心花ゆら、姫川ゆうな、月本愛、宮沢ゆかり　※VR-1グランプリ（2017） エントリー作品
- ヤリ盛りな制服と113分間ず〜っと密着VR（2018年3月23日、ワープエンタテインメント）他出演:有村みかこ、NAOMI、結菜はるか、七海ゆあ

### イメージDVD
- 清純ポルノ（2017年5月26日、スパイスビジュアル）※「長友麻里奈」名義
- ぴよぴよ成長日記 ボクのいもうと発情期 vol.2（2017年9月23日、21世紀FAX）※「あんずももこ」名義

## 電子書籍
- 放課後のひみつ 山川ゆな写真集 1（2017年7月12日、渡部製作所）
- 放課後のひみつ 山川ゆな写真集 2（2017年7月12日、渡部製作所）
- 放課後のひみつ 山川ゆな写真集 3（2017年7月12日、渡部製作所）